# Mistrzostwa Polski w Podnoszeniu Ciężarów 1987
Mistrzostwa Polski w Podnoszeniu Ciężarów Mężczyzn 1987 – 57. edycja mistrzostw, która odbyła się w Sanoku (sala Sanockiego Domu Kultury) w dniach 27-30 marca 1987 roku. 
W zawodach wystąpiło 120 zawodników z 32 klubów, w tym prawie wszyscy czołowi sztangiści (nie wystąpił kontuzjowany Robert Skolimowski). Dyrektorem komitetu organizacyjnego był Józef Baszak.

## Wyniki
| Konkurencja: | Złoto:                               | Wynik             | Srebro:                                                      | Wynik             | Brąz:                                                               | Wynik             |
| 52 kg        | Ignacy Adamczyk Okęcie Warszawa      | 225 (97,5+127,5)  | Jerzy Pastuszka Jedność Boronów                              | 225 (102,5+122,5) | Andrzej Pyrek Polonia Łaziska                                       | 207,5 (92,5+115)  |
| 56 kg        | Jacek Gutowski Legia Warszawa        | 250 (115+135)     | Bernard Piekorz Odra Opole                                   | 245 (107,5+137,5) | Stefan Leletko Odra Opole                                           | 237,5 (105+132,5) |
| 60 kg        | Jan Matura Górnik Siemianowice       | 267,5 (122,5+145) | Jarosław Rotecki Legia Warszawa                              | 267,5 (122,5+145) | Andrzej Mądrzyński Górnik Siemianowice                              | 257,5 (115+142,5) |
| 67,5 kg      | Marek Seweryn Śląsk Tarnowskie Góry  | 310 (?+?)         | Zbigniew Łukasiewicz Orzeł Łódź                              | 300 (?+?)         | Bogdan Bakuła Śląsk Tarnowskie Góry                                 | 300 (?+?)         |
| 75 kg        | Waldemar Kosiński Legia Warszawa     | 330 (?+?)         | Mirosław Chlebosz Śląsk Wrocław                              | 325 (?+?)         | Krzysztof Sowa Odra Opole                                           | 320 (?+?)         |
| 82,5 kg      | Hilary Cofalik Górnik Czerwionka     | 365 (?+?)         | Zbigniew Podgruszecki Śląsk Tarnowskie Góry                  | 357,5 (?+?)       | Marek Maślany, Zdzisław Faraś Śląsk Tarnowskie Góry, Legia Warszawa | obaj 347,5 (?+?)  |
| 90 kg        | Sławomir Zawada Zawisza Bydgoszcz    | 398 (180+218)     | Piotr Krukowski, Adam Kuźnicki Odra Opole, Zawisza Bydgoszcz | obaj 365 (?+?)    |                                                                     |                   |
| 100 kg       | Andrzej Piotrowski Odra Opole        | 385 (?+?)         | Marek Smolak Legia Warszawa                                  | 377,5 (?+?)       | Henryk Dyszkiewicz Legia Warszawa                                   | 370 (?+?)         |
| 110 kg       | Kazimierz Juszczak Górnik Czerwionka | 387,5 (?+?)       | Zdzisław Małysa Legia Warszawa                               | 380 (?+?)         | Mirosław Dąbrowski Legia Warszawa                                   | 377,5 (?+?)       |
| +110 kg      | Tadeusz Rutkowski Odra Opole         | 395 (?+?)         | Piotr Huniewicz Flota Gdynia                                 | 390 (?+?)         | Janusz Sabat Sanoczanka Sanok                                       | 370 (162,5+207,5) |